# Fortí
Un fortí en arquitectura militar és una petita fortificació avançada que es solia construir al raval d'una ciutat, per tal de facilitar-ne la defensa. En temps de pau, la població, profitant la proximitat de la ciutat, solia assentar-s'hi, malgrat el risc que en temps de guerra, les forces armades solien incendiar o enderrocar qualsevol construcció que formava un obstacle i que podia servir d'amagatall a l'enemic.